# Окнянський вісник
Окнянський вісник — районна газета Окнянського району.  
Виходить українською мовою, раз на тиждень на 8 сторінках, має також електронну версію. Станом на 2016 рік тираж становив 1398 примірників. Головний редактор і директор видання Валентина Вікторівна Бузика.
Заснована у листопаді 1931 у селі Красні Окни Молдавської АРСР. Перша назва — «Соціалістичний шлях», від квітня 1938 — «Сталінський шлях», від листопада 1956 — «Промінь Ілліча», від 1998 — «Красноокнянський вісник», від 2016 — «Окнянський вісник». 
Засновником газети була Красноокнянська районна рада. Після набуття чинності 1 січня 2016 року Закону України «Про реформування державних і комунальних друкованих засобів масової інформації», що мав на меті обмеження впливу органів державної влади та органів місцевого самоврядування на пресу, трудовий колектив перереєстрував газету. Після реформування, від 30 липня 2017 засновником газети є товариство з обмеженою відповідальністю «Окнянський вісник» (Код ЄДРПОУ: 02474423).